# Ascochytula atriplicis
Ascochytula atriplicis är en svampart som beskrevs av Died. 1912. Ascochytula atriplicis ingår i släktet Ascochytula, ordningen Pleosporales, klassen Dothideomycetes, divisionen sporsäcksvampar och riket svampar.   Inga underarter finns listade i Catalogue of Life.